# Interpretatio Christiana

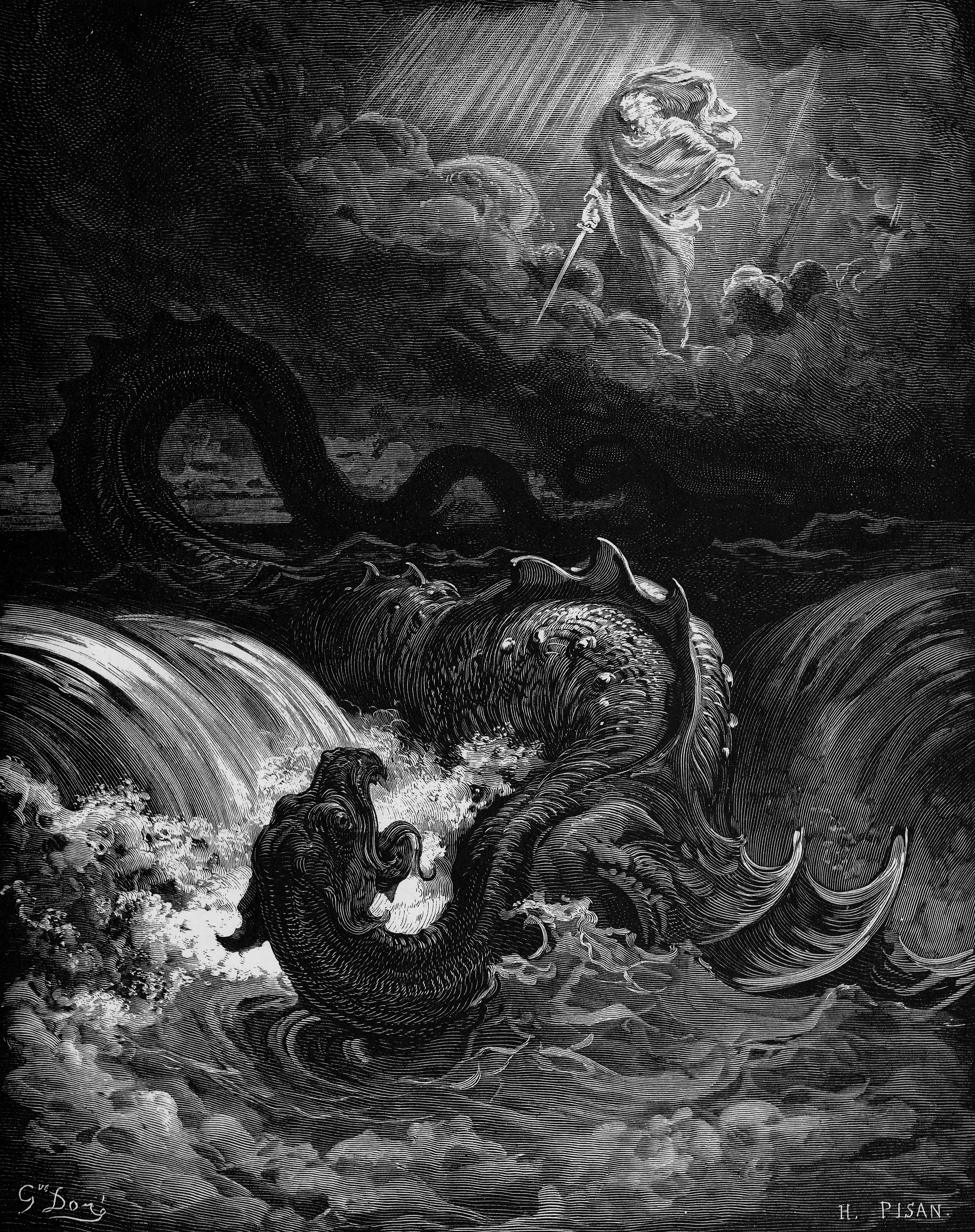
La parenté du Léviathan, monstre marin de l'Ancien Testament, peut être attribuée à diverses traditions pré-chrétiennes et pré-juives. D'après Gustave Doré, Destruction du Léviathan, gravure de 1865

L'Interpretatio Christiana (latin pour interprétation chrétienne, ou réinterprétation chrétienne) est une adaptation d'éléments non chrétiens de la culture ou de faits historiques à la vision du monde issue du christianisme. Le terme est couramment appliqué à la refonte des activités, croyances et images religieuses et culturelles des peuples païens sous une forme christianisée en tant que stratégie de christianisation.
D'un point de vue chrétien, la notion de paganisme fait référence aux diverses croyances et pratiques religieuses de ceux qui adhéraient à une foi non-abrahamique, y compris, dans le monde gréco-romain, à la religion publique et domestique traditionnelle de la Rome antique, le culte impérial, la religion hellénistique, le culte de Dionysos, la religion égyptienne antique, le polythéisme celtique et germanique, les religions d'initiation telles que les mystères d'Éleusis et culte de Mithra, les religions du Proche-Orient ancien et le zoroastrisme persan.
Cette politique de transformation de croyances et activités païennes en de nouvelles formes christianisées a été officiellement reconnue et promue par l'Église. Ainsi, l'Historia ecclesiastica gentis Anglorum de Bède le Vénérable donne à lire une lettre de Grégoire Ier à Mellitus, où le pape prône des conversions facilitées si les gens sont autorisés à conserver les formes extérieures de leurs traditions, tout en changeant l'objet de leur vénération en Dieu, « afin que, même si certaines gratifications leur sont extérieurement permises, ils puissent consentir plus facilement aux consolations intérieures de la grâce de Dieu ».

## Pratiques

### Nouvelle interprétation d'anciens sites sacrés

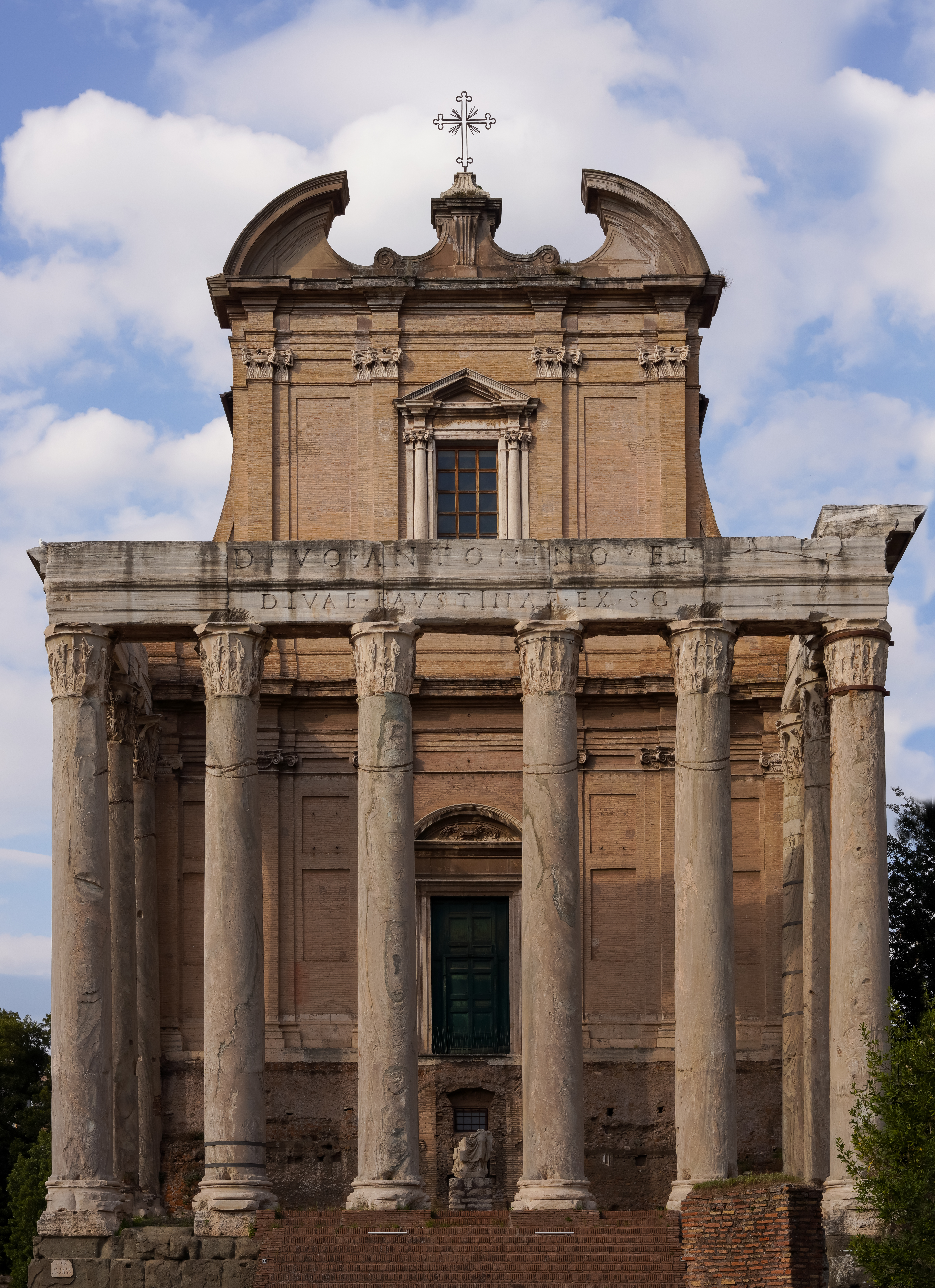
Conservation sélective d'un site païen : l'église romaine de Saint-Laurent de Miranda occupe le temple d'Antonin et Faustine, avec une préservation du pronaos originel.

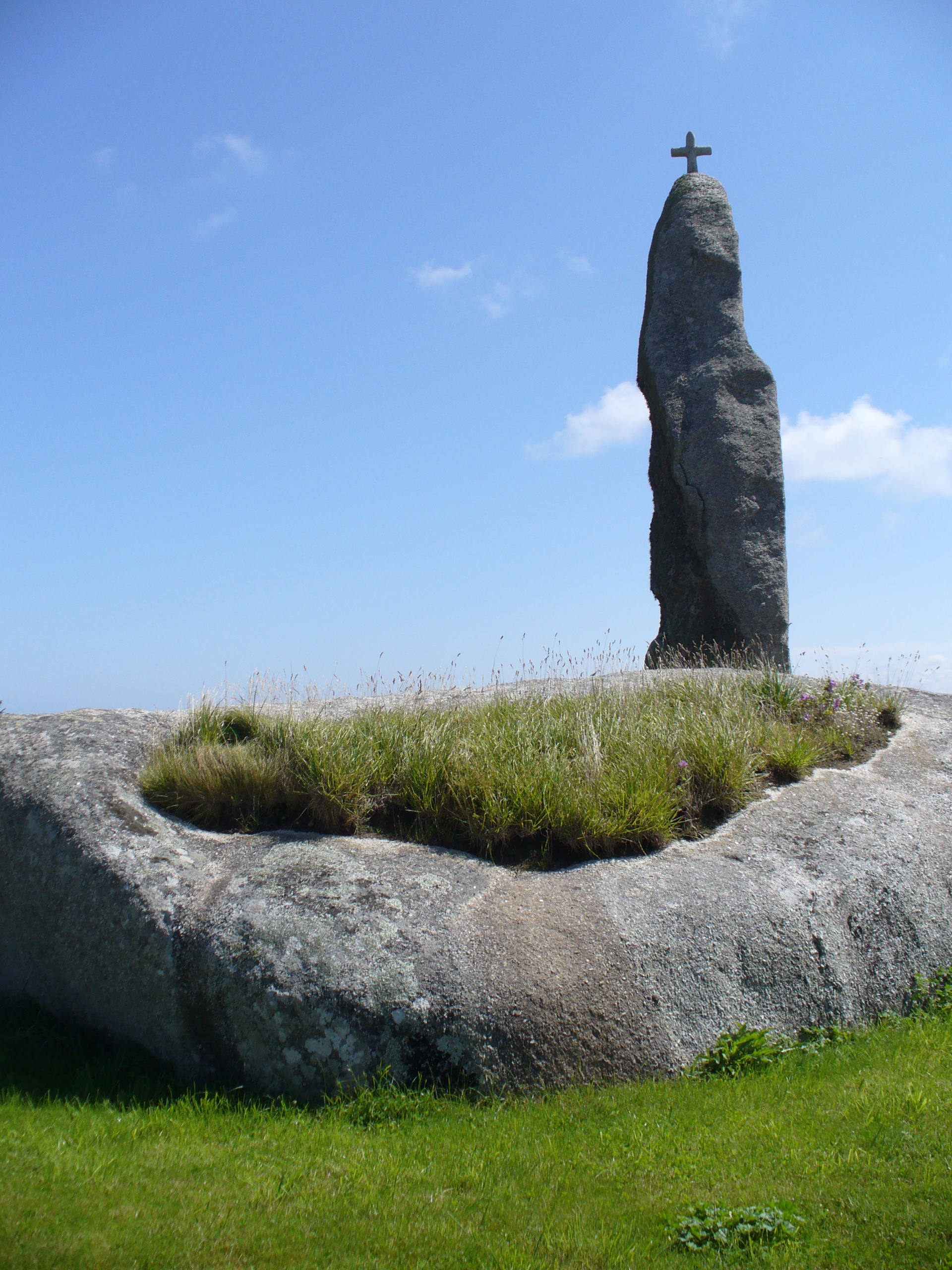
Le menhir de Pontusval (Finistère, Bretagne) est surmonté d'une croix depuis le XVIII^{e} siècle.

La christianisation d'anciens sites païens s'est produite à la fois à la suite de conversions spontanées, au début de l'époque chrétienne, et dans le cadre de la stratégie d'Interpretatio Christiana. Le paysage lui-même a été christianisé, car des éléments importants ont été consacrés à nouveau aux saints chrétiens, parfois tout à fait directement, comme lorsque l'île d'Oglasa, dans la mer Tyrrhénienne, a été baptisée Montecristo.
Les missionnaires auprès des nations païennes ont immédiatement transformé avec enthousiasme les sites païens à l’usage de l’Église. Ainsi, le prêtre et chroniqueur Sulpicius Sévère, dans sa Vita de Martin de Tours, connu comme un destructeur empressé de temples et d'arbres sacrés, remarque que « partout où [Martin] détruisait des temples païens, il y construisait immédiatement des églises ou des monastères » (Vita, ch. XIII). De même, lorsque Benoît de Nursie a pris possession du site du Mont Cassin, il a commencé par briser la sculpture d'Apollon et l'autel qui en couronnait les hauteurs.

La lettre du pape Grégoire Ier à Mellitus copiée par Bède le Vénérable dit en partie : 
... que les temples des idoles de cette nation ne doivent pas être détruits ; mais que les idoles qui s'y trouvent soient détruites ; que l'eau soit consacrée et aspergée dans les dits temples, que des autels y soient érigés et des reliques y soient placées. Car si ces temples sont bien construits, il faut qu’ils soient convertis du culte des démons au service du vrai Dieu ; afin que la nation, voyant que ses temples ne sont pas détruits, puisse ôter l'erreur de son cœur, et connaissant et adorant le vrai Dieu, puisse recourir plus librement aux lieux auxquels elle a été habituée.

### Nouvelle interprétation du calendrier et des fêtes
Dans le contexte de la christianisation des tribus germaniques, le philologue Herbert Schutz note qu'à terme, les anciens dieux locaux étaient encore « célébrés lors de leurs jours de fête, sur leurs anciens sites sacrés », remplacés par certains saints particuliers.

La lettre du pape Grégoire Ier à Mellitus copiée par Bède le Vénérable continue ainsi :
... Et comme ils ont l'habitude d'abattre de nombreux bœufs en sacrifice aux démons, il faut leur donner en échange une certaine solennité, car le jour de la dédicace ou de la nativité des saints martyrs, dont les reliques y sont déposées, ils doivent construire eux-mêmes des cabanes avec des branches d'arbres autour des églises qui ont été transformées à cet effet, après avoir été des temples, et célébrer la solennité par des festins religieux, et n'offrent plus d'animaux au diable, mais tuent du bétail et glorifient Dieu dans leur fête, et rendez grâce au Donateur de toutes choses pour leur abondance ; afin que, tout en conservant quelques gratifications extérieures, ils puissent consentir plus facilement aux joies intérieures.
Cependant, certains chercheurs remettent en question l’importance de la réinterprétation des fêtes païennes.

### Nouvel usage d'objets culturels ou rituels

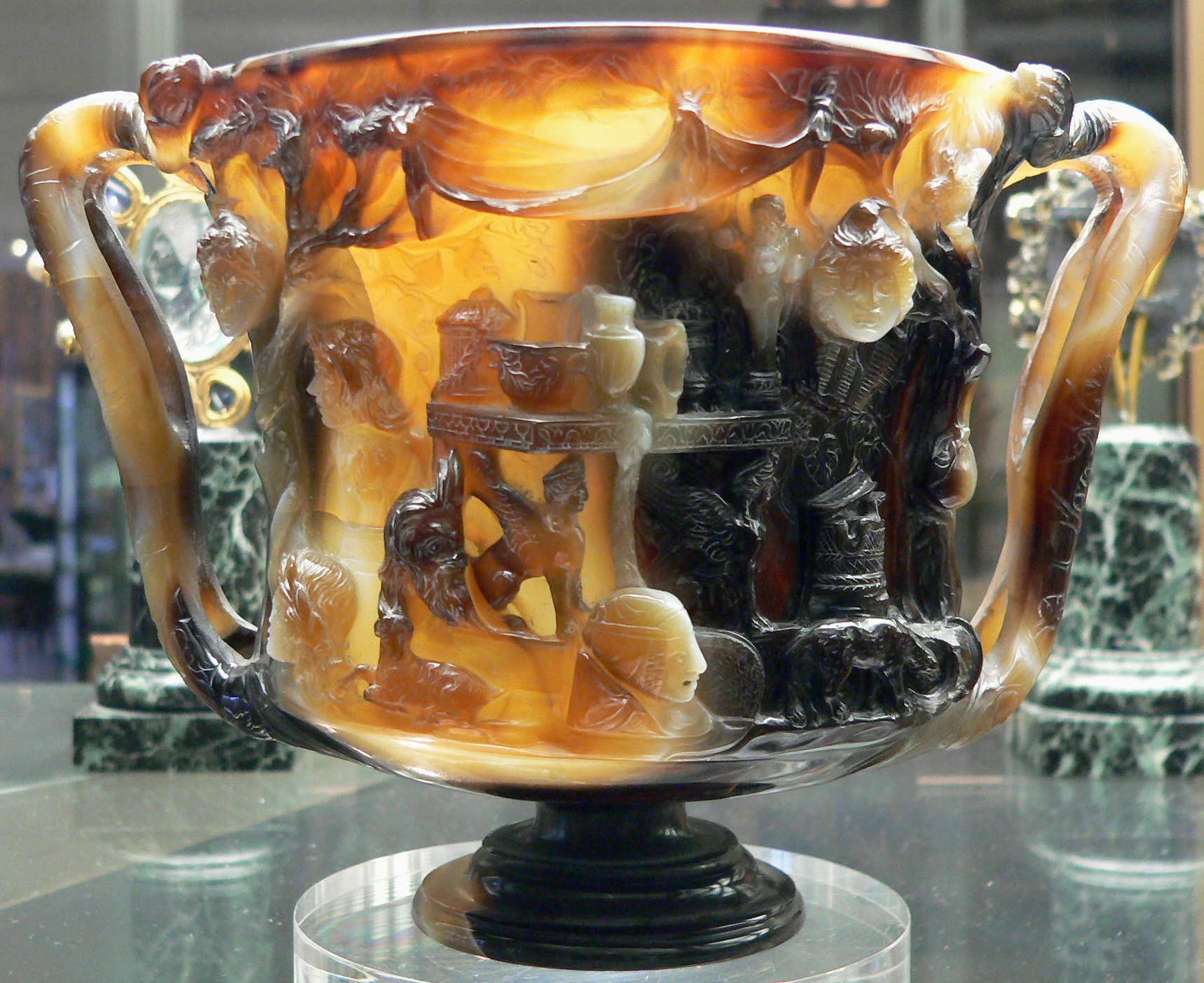
La coupe des Ptolémées, initialement consacrée au culte dionysiaque, est réemployée par l'Église qui joue l'ignorance de ses origines païennes.

Dans le contexte de l’art, l'interpretatio christiana équivaut à renommer (par exemple, par une inscription ajoutée ou modifiée) ou à ne pas nommer des objets, ainsi qu'à leur allégorisation chrétienne. Ainsi, une coupe ou un vase romain peut être consacré et utilisé comme calice dans l’église, à la manière de la coupe des Ptolémées. Le dénommage peut consister en une omission délibérée des interprétations païennes traditionnelles de l’imagerie dans les descriptions d’artefacts, conduisant ainsi à leur oubli, intentionnellement ou par ignorance.
Des croix sont inscrites sur l'architecture ancienne et ses vestiges réutilisés (spolia). Liz James observe : « inscrire une croix fonctionne de la même manière [pour bouleverser des statues païennes], scellant l'objet à des fins chrétiennes. »
Martin Henig décrit un certain nombre de sceaux personnels, gravés selon la technique de l'intaglio, ornés de motifs clairement païens, mais agrémentés d'inscriptions typiquement chrétiennes, telles que « IESVS EST AMOR MEVS » : « Iesus est amor meus », soit « Jésus est mon amour ».
Les Saxons protestants de Transylvanie ont acquis des tapis originaires de l'Empire ottoman, arborant parfois des motifs islamiques, et les ont utilisés comme décorations prestigieuses pour leurs églises. Seules leur valeur matérielle en tant que bien de luxe et leur conception purement ornementale – et non figurative – semblent avoir fait apparaître ces tapis comme des ornements appropriés pour des églises protestantes. Un rapport sur le grand incendie de 1689 qui a détruit l'église noire de Brașov, en actuelle Roumanie, mentionne la perte d'un grand tapis qui « selon la légende, aurait été tissé par l'apôtre Saint Paul (qui exerçait la profession de tisseur de tapis) ». Il semble probable que les propriétaires chrétiens des tapis n'aient pas compris le contexte islamique d'origine ; ils ont plutôt créé un nouveau contexte légendaire autour de ces objets.

### Nouvelle interprétation des connaissances et des traditions pré-chrétiennes
Les sources et mythes pré-chrétiens ont fait l'objet d'une réinterprétation chrétienne lors de leur transmission, ou ont été déplacés dans des contextes chrétiens. Cela présente des difficultés pour l'étude historique des périodes de conversion.
Un certain nombre d'écrivains chrétiens primitifs ont noté des similitudes entre des éléments du christianisme et certaines traditions païennes, telles que les cultes de Dionysos ou de Mithra. Cependant, afin de défendre le christianisme, ils ont insisté sur le fait qu'il s'agissait de complots du diable visant à corrompre le christianisme. De plus, lors de la transformation de notions païennes en une vision chrétienne du monde, les divinités païennes elles-mêmes ont été réinterprétées comme des démons. Un exemple est le nom finlandais du diable, Perkele, probablement dérivé du dieu proto-indo-européen du tonnerre Perkwunos.

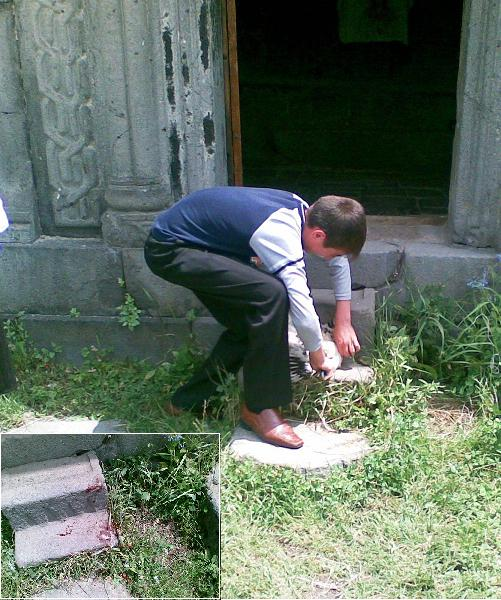
Matagh (sacrifice animal) d'un coq à l'entrée d'une église monastique (Alaverdi, Arménie, 2009).

Bien qu'elles n'aient jamais fait partie de la doctrine ou de la théologie d'un groupe chrétien – et suscitent souvent des critiques –, certaines communautés chrétiennes rurales ont continué à sacrifier des animaux (qui sont ensuite consommés lors d'une fête) dans le cadre du culte, en particulier à Pâques. L'animal peut être amené dans l'église avant d'en être ressorti et tué. Certains villages de Grèce sacrifient des animaux aux saints orthodoxes selon une pratique connue sous le nom de kourbania. Le nom indique cependant une relation avec le qurban islamique. Le sacrifice d'un agneau, ou plus rarement d'un coq, est une pratique courante dans l'Église arménienne et dans l'Église Tewahedo d'Éthiopie et d'Érythrée. Cette tradition, appelée matagh, proviendrait de rituels païens pré-chrétiens. De plus, certains descendants des Mayas, qui suivent une forme de catholicisme populaire au Mexique, s'adonnent encore aujourd'hui au sacrifice d'animaux en parallèle des pratiques de l'Église, selon un rituel pratiqué dans les anciennes religions qui précèdent l'arrivée des conquistadors espagnols.

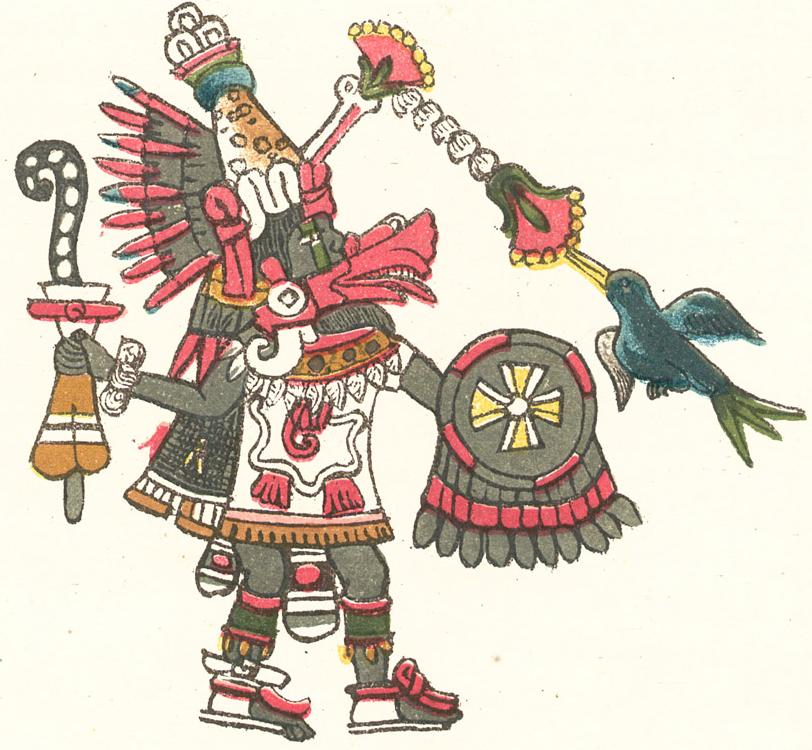
Quetzalcoatl dans le Codex Magliabechiano (XVI^{e} siècle).

Certains missionnaires ont cru voir dans le dieu aztèque Quetzalcóatl l'écho d'un missionnaire chrétien précolombien.
Une analyse approfondie de la réinterprétation chrétienne du savoir ancien a été mise en œuvre par Hervé Inglebert, avec une attention particulière à la cosmographie, à la géographie, à l'ethnographie et à l'historiographie.

## Dans l'historiographie
Au XVIe siècle, les études humanistes de l'Antiquité et la Réforme protestante se sont combinées pour produire des travaux d'érudition marqués par la volonté d'identifier les pratiques catholiques romaines avec le paganisme, ainsi qu'à identifier les églises protestantes émergentes à une « rechristianisation » purgative de la société.
Ainsi, le réformateur luthérien Philippe Mélanchthon détaille les rites dérivés des pratiques païennes dans son Apologia Confessionis Augustanae (1530). Son correligionnaire Heinrich Bullinger, De origine erroris libris duo (1539) a entrepris de détailler les « origines païennes des erreurs (catholiques) » ; même procédé chez Isaac Casaubon qui laisse compromettre sa solide érudition par des plaidoyers sectaires (De rebus sacris et ecclesiasticus exercitationes, 1614). Ainsi, de tels précédents païens en matière de pratique chrétienne ont eu tendance à être minimisés, voire parfois rejetés, par les apologistes chrétiens, les considérant comme une forme d’apologétique protestante.
Le XXe siècle a vu davantage d’enquêtes purement historiques, exemptes de préjugés sectaires, à la manière de l'historien français Jean Seznec dans son ouvrage de référence La Survie des dieux païens : la tradition mythologique et sa place dans l'humanisme et les arts de la Renaissance.

## Lectures complémentaires
- Norberto Gramaccini, Mirabilia : das Nachleben antiker Statuen vor der Renaissance, 1996, (ISBN 3805318537)
- Erwin Panofsky, Renaissance and Renaissances in Western Art, 1960 (et rééditions ultérieures)